# Deysi Cori
Deysi Estela Cori Tello (nascida em 2 de julho de 1993) é uma jogadora de xadrez peruana, que detém os títulos de Mestre Internacional (IM) e Grande Mestre Mulher (WGM), e é três vezes campeã feminina continental americana. No nível júnior, foi bicampeã mundial e seis vezes campeã pan-americana na categoria feminina de sua idade. Cori é a melhor jogadora do Peru, e irmã do Grande Mestre Jorge Cori. Ela joga pela seleção nacional de seu país nas Olimpíadas Femininas de Xadrez desde 2004. Ela competiu na Copa do Mundo FIDE em 2013 e 2015, e no Campeonato Mundial Feminino de Xadrez em 2010, 2012, 2015 e 2017.

## Carreira
Deysi Cori conquistou a medalha de ouro no Festival Pan-Americano de Xadrez Juvenil em diversas categorias: meninas menores de 10 (2003) meninas menores de 12 anos (2004) meninas menores de 14 anos (2007) Meninas menores de 16 anos (2008) e meninas menores de 18 anos (2011).  Também em 2008. Cori venceu o Campeonato Pan-Americano Feminino Sub-20  e o Campeonato Mundial de Xadrez Escolar na divisão feminina com menos de 15 anos.
Ela terminou empatada em primeiro lugar com Martha Fierro no Campeonato Continental Americano Feminino em setembro de 2009, ficando em segundo lugar no desempate.
Em novembro de 2009, Cori empatou em primeiro lugar no Campeonato Mundial Feminino Sub-20 , levando a medalha de prata no desempate. Mais tarde naquele mês, ela venceu a seção feminina sub-16 do Campeonato Mundial Juvenil de Xadrez em Antalya, Turquia, vencendo nove de seus primeiros dez jogos, e conquistou o título com uma rodada de antecedência.
Em agosto de 2011, ela venceu o Campeonato Mundial Feminino Sub-20 em Chennai, Índia e essa conquista lhe rendeu a qualificação para o Campeonato Mundial Feminino de Xadrez de 2012, perdeu na primeira rodada para a eventual vencedora e campeã mundial feminina de 2012, a então IM ucraniana Anna Ushenina
Em maio de 2013, ela ficou em 6º lugar no Campeonato Continental Americano e consequentemente se classificou para a Copa do Mundo de xadrez da FIDE, a única mulher a fazê-lo através de um torneio classificatório da seção aberta,  além de Judit Polgar, seu adversário na primeira rodada foi o GM norte-americano Hikaru Nakamura.
Em dezembro de 2014, terminou empatada em segundo lugar na 5ª Copa Latino-Americana marcando 7/9, um ponto atrás do vencedor, o grande mestre  Lázaro Bruzón o que lhe rendeu uma norma de Grande Mestre.